# INF 2
INF 2 est le journal télévisé français de la rédaction de la deuxième chaîne couleur de l'ORTF et diffusé du 11 septembre 1972 au 5 janvier 1975. Cette édition d'actualité est diffusée en début de soirée à partir 19 h 30 puis 19 h 45 ou 20 heures, ainsi que le week-end, avec notamment « INF 2 Dimanche », à 12 h 30 ou 13 heures.

## Historique
En 1972, à la suite des affaires de la feuille d'impôts du premier ministre Jacques Chaban-Delmas, parue dans Le Canard enchaîné et de l'affaire de la publicité clandestine à la télévision, Pierre Messmer remplace Chaban-Delmas à Matignon. Parmi les premières décisions, le rétablissement du ministère de l'Information et la remise en ordre de l'information télévisée. 
Jacqueline Baudrier se voit ainsi proposer d'aller sur la première chaîne, avec toute son équipe. Le rendez-vous 24 heures sur la Deux devient dès lors, 24 heures sur la Une, le 11 septembre 1972, en conservant le même décor… mais en perdant la couleur puisque la première chaîne utilise uniquement la norme noir et blanc à 819 lignes. À la même période, une partie des anciens journalistes d'Information Première parmi lesques Jean-Michel Desjeunes, Alexandre Baloud, Jean-Pierre Elkabbach, etc. migre vers la deuxième chaîne couleur sur laquelle Jean Lefèvre, jusqu’alors correspondant à Londres, rassemble une nouvelle équipe. Les bras droits de Pierre Desgraupes ont décliné la proposition, notamment Joseph Pasteur et Christian Dutoit. Jean-Pierre Elkabbach et Jean-Claude Héberlé sont nommés rédacteurs en chef de la nouvelle rédaction, baptisée INF 2.
La principale édition se tient à 20 heures. Durant les trois premières semaines du mois d'avril 1973, la volonté d’Arthur Conte, PDG de l’ORTF, de supprimer la superposition entre les journaux des 2 chaînes s’est traduite par la suppression du journal de 20 heures : un flash était proposé à 19h15 tandis qu’un journal de soirée était diffusé à 22 heures. Cependant, les programmes de soirée ont été jugés comme trop tôt tandis que, le mardi, Les Dossiers de l’écran étaient coupés en 2 temps, le journal se plaçant entre le film et le débat. Aussi, le journal retrouva son positionnement à 20 heures, avec une édition de fin de programme.
Le dimanche, INF2 proposait un journal-magazine dès 12h30 : INF2 dimanche comprenait une partie « nouvelles » et des reportages grand format sur différents thèmes. 
En outre, Jean-Pierre Elkabbach créait un hebdomadaire : Actuel 2 proposait d’aborder un thème d’actualité avec des reportages, un invité et un panel de journalistes, abordant différents sujets de société. 
Quoique dotée de la couleur, la rédaction disposait de moyens et d’effectifs réduits. Toutefois, l’essor des postes couleur parmi la population et le style impulsé par les journalistes eurent pour effet d’accroître l’écoute, si bien qu’à l’été 1974, il y avait quasiment égalité d’audience entre 24 heures sur la une et INF2. 
À la suite de l'éclatement de l'ORTF, INF 2 est remplacé par le Journal de 20 heures d'Antenne 2. Ce journal reprend une partie des équipes d'INF 2.

## Présentateurs
- Alexandre Baloud (1972-1973)
- Gérard Holtz
- Daniel Bilalian
- Danielle Breem
- Pierre Serra
- Gérard Sebag
- Alain Doubesky

Les journaux de 20h et du dimanche midi étaient présentés par une alternance de journalistes : Jean-Marie Cavada, Jean-Pierre Elkabbach, Alexandre Baloud et Jean-Michel Desjeunes, rejoints ensuite par Pierre Lescure. 
Les journaux de fin de soirée étaient plutôt confiés aux jeunes recrues de la chaîne : Philippe Harrouard, Bernard Pradinaud, Gerard Holtz, Pierre Lavigne, ainsi que Paul Lefèvre, qui avait déjà présenté le journal de 13 heures à Information Première en 1970-1971.